# 画像下治療
画像下治療（interventional radiology、略語:IVR）は、放射線医学の一部で画像診断機器を用いて行う低侵襲医療の1つである。
日本語訳として「画像下治療」という言葉が用いられる。「血管内治療」、「血管内手術」を含んだ治療法のカテゴリーであり、「経皮的冠動脈形成術」や肝がんに対するラジオ波治療も内包される。なお、「画像支援治療」もほぼ同義語として使われることがある。エックス線透視や超音波像、CTを見ながら体内に細い管（カテーテルや針）を入れて病気を治す新しい治療分野である。"IVR"は日本独自の造語であり、海外ではIRと略されることが多い。

## 概要
IVR（Interventional Radiology・インターベンショナルラジオロジー、和名：画像下治療）は管腔臓器を介して、あるいは穿刺により体内に器具を挿入し、画像誘導下（X線（レントゲン）透視像、血管造影像、US（超音波）像、CT像など）に、外科手術なしで、できるかぎり体に傷を残さずに病気を治療する方法である。低侵襲、迅速に処置・治療が行えることが特徴で、具体的には、詰まった血管や胆管を拡げる（血管形成術（PTA）、胆管ステント留置）、出血した血管を詰めて止血する（血管塞栓術）、体に溜まった液体を吸引・排出する（膿瘍ドレナージ、経皮経肝胆道ドレナージ（PTBD））がんを死滅させる（ラジオ波凝固療法（RFA）、肝動脈化学塞栓療法（TACE）、動注化学療法）など、様々な治療がこれに含まれる。また最近では骨転移に対する除痛を目的としたラジオ波凝固療法や骨セメント注入療法など、緩和医療の分野にも応用されるようになってきている。

治療を行っていることから放射線治療の一部と誤解されがちであるが、放射線診断技術を応用していることから、正式には（日本医学放射線学会 の分類では）放射線診断の一部と位置づけされている。なお海外では放射線診断でも放射線治療でもない、独立したカテゴリーとして扱う風潮もある。

## 沿革
画像下治療は20世紀後半から低侵襲治療法のひとつとして発達し、画像診断法の進歩とともに急速に普及した。画像下治療という用語は、1967年 Margulisによって医学学術雑誌American Journal of Roentogenologyのeditorialとして記述した「Interventional diagnostic radiology: a new subspeciality」の中で初めて用いられ、画像診断の低侵襲治療への応用と発展が期待される新たな分野をInterventional radiologyという用語で総括した。更に、1976年 Wallaceが医学学術雑誌Cancerに「Interventional radiology」のタイトルで総説を記載し、欧米医学界で認知されるに至った。

　画像下治療の端緒は1960年 Luessenhop)が脳動静脈奇形に対して行った動脈塞栓術とされているが、臨床的な評価を得た業績は、1964年にDotterが下肢動脈閉塞症に対して導入した血管形成術が第一歩である。1974年にGrüntzigがバルーンカテーテルを用いた血管拡張術を考案し、経皮的冠動脈形成術が普及した。Interventional radiology創始者の一人として、1968年にPorstmannが動脈管開存症の閉鎖術に成功した功績も大きい。血管形成術は、その後、Gianturco、Wallsten、Strecker、Palmatzらにより各種のステントが開発され、様々な領域に応用された。また、1991年にParodiが腹部大動脈瘤に対するステントグラフト内插術を報告し、ステントグラフトは血管外科分野に広く普及している。

消化管出血に対する治療は、1971年 Baumの消化管大量出血に対する血管収縮剤の選択的持続動注療法に始まる。1972年にはRöschにより急性大量消化管出血に対する動脈塞栓術が報告され、緊急止血術の分野でもInterventional radiologyが応用されるに至った。

門脈圧亢進症に対する治療は、経静脈的肝内静脈門脈短絡術（TIPS）が1969年 Röschにより動物実験で提唱され、その後Richterらにより臨床応用された。日本からも、1983年に山田らによりBudd-Chiari症候群に対する血管拡張術が報告されている。消化管静脈瘤破裂に対する塞栓術としては、1974年 Lunderquistが経皮経肝静脈瘤塞栓術を報告し、1991年には金川らが胃静脈瘤に対するバルーン閉塞下逆行性静脈塞栓術（B-RTO）を報告している。

　肝癌に対する肝動脈塞栓術は、1974年 Doyon、1976年 Goldsteinにより報告され、日本においても、肝細胞癌に対して1970年代後半から山田、打田らにより積極的に導入された。肝細胞癌に対する肝動脈塞栓術は、1983年に山田らが医学学術雑誌Radiologyに報告した肝癌に対する肝動脈塞栓術の治療成績をもって有効な治療法として定着し、現在も標準治療法の一つと位置づけられている。肝腫瘍焼灼術としては、1983年に杉浦らが経皮的エタノール注入療法を開発し、1996年にRossiらがラジオ波凝固療法の有効性を報告して広く普及した。肝動注化学療法は、1970年代からWatkinsや三浦らが大腸癌肝転移を中心に有効な治療成績を報告し、その後、体内埋め込み型動注システムが開発された。

　胆道系治療では、1964年にWiechelにより経皮経肝胆道造影が初めて行われ、1969年にKaudeらによる経皮経肝胆道ドレナージによる減黄術が行われた。1974年にMolnarら、1975年に打田らが、経皮経肝胆道ドレナージと内瘻化に成功し、現在の胆道ドレナージ術の礎を築いた。

　IVRに適切な和名のないことがIVRの理解、普及に大きな障害となってきた歴史を踏まえ、2014年10月に日本IVR学会理事会にてIVRの和名を「画像下治療」とすることが決定した。これは、IVRの日本語表示が必要な場合に、可能な範囲で共通の用語として使用するためのものである。

## 分類
IVRの分類法には様々な方法があるが、ここでは ヨーロッパ IVR学会（CIRSE） のプログラムに則って分類する。

### 血管系IVR
大動脈瘤に対するステント-グラフト挿入、末梢動脈閉塞に対するステント留置、頸動脈ステント、経頸静脈的肝内門脈大循環シャント形成、下大静脈フィルタ-などが含まれる。

### 血管塞栓術
子宮筋腫に対する子宮動脈塞栓術、外傷性出血に対する止血術（塞栓術）、産科的出血に対する止血術、動静脈奇形に対する塞栓術などが含まれる。

### 腫瘍IVR
肝細胞癌に対する肝動脈化学塞栓療法、肝細胞癌・腎癌・肺癌などに対するラジオ波凝固療法、肝腫瘍（原発性・転移性）・転移性肺腫瘍に対する動注化学療法（HAI・BAI）などが含まれる。

### 神経IVR
脳卒中に対する血栓溶解療法、脳動脈瘤に対する塞栓術、脳動静脈奇形に対する塞栓術などが含まれる。

### 非血管系IVR
胆道閉塞に対するドレナージやステント留置、深部膿瘍ドレナージ、経皮的椎体形成術、除痛のための骨軟部ラジオ波凝固療法などが含まれる。

### 学会
日本IVR学会

日本IVR学会＜市民の皆様へ＞

米国IVR学会（SIR）

ヨーロッパ IVR学会（CIRSE）

日本医学放射線学会

### 研究会・委員会
日本Metallic Stents & Grafts研究会

リザーバー研究会

血管腫・血管奇形IVR研究会

肝動脈塞栓療法研究会

RFA談話会

日本穿刺ドレナージ研究会

ステントグラフト実施基準管理委員会

日本血管撮影・インターベンション専門診療放射線技師認定機構

IVR看護研究会